# Fanny Ovesen
Fanny Maria Ovesen, född 9 juni 1990 i Annedals församling i Göteborg, är en svensk filmregissör och manusförfattare.
Fanny Ovesen är född i Sverige och arbetar såväl i Sverige som i Norge. Hon är utbildad vid Den Norske Filmskolen. Hon inledde sin karriär med att främst regissera kortfilmer. Hennes examensfilm She-Pack vann det norska Amandapriset för bästa kortfilm 2019. Hon regisserade TV-serien Allt som blir kvar som baserades på Sandra Beijers roman med samma namn. Hon regisserade och skrev även manus till långfilmen Leva lite, som belönades med Svenska kyrkans filmpris år 2025.